# Digi Communications
A DIGI Communications N.V., também conhecida como DIGI Group, é uma holding romena de telecomunicações, que também possui negócios em Espanha, Itália, Bélgica e Portugal. A empresa tem atualmente sede social nos Países Baixos e sede de gestão efetiva na Roménia. A DIGI foi fundada por Zoltán Teszári, que é o acionista majoritário, e está listada na Bolsa de Valores de Bucareste desde 16 de maio de 2017.
Em 2019, a DIGI tinha uma quota de mercado de 51% na Roménia e a grande maioria dos seus assinantes estão ligados através de fibra, um processo que foi iniciado em 2006. Isto teve um grande contributo para o estatuto da Roménia como um país com um dos maiores velocidades fixas de internet de banda larga no mundo.
Em 2024, a DIGI começou a oferecer os seus serviços em Portugal através da DIGI Portugal.